# Liste des fontaines du 12e arrondissement de Paris

Cet article recense les fontaines du 12e arrondissement de Paris, en France.

## Statistiques
Aucune fontaine n'est protégée au titre des monuments historiques : 

## Liste
| Fontaine                                                              | Localisation                                                | Coordonnées                 | Auteur(s)                                                                                     | Date       | Illus. |
| --------------------------------------------------------------------- | ----------------------------------------------------------- | --------------------------- | --------------------------------------------------------------------------------------------- | ---------- | ------ |
| Fontaine de la Baleine Bleue                                          | Square Saint-Éloi 1-17 rue du Colonel-Rozanoff              | 48° 50′ 41″ N, 2° 23′ 15″ E | Michel Le Corre (architecte) Gabrielle Brechon (sculpteur)                                    | 1982       |        |
| Canyone Austrate                                                      | Parc de Bercy 128 quai de Bercy                             | 48° 50′ 15″ N, 2° 22′ 47″ E | Gérard Singer                                                                                 | 1988       |        |
| Cascade Suisse                                                        | Parc floral Route de la Pyramide                            | 48° 50′ 15″ N, 2° 26′ 33″ E |                                                                                               | 1969       |        |
| Fontaine Charles-Péguy                                                | Square Charles-Péguy Rue de Montempoivre                    | 48° 50′ 22″ N, 2° 24′ 24″ E | Alain Gilot (architecte) Liliane Grunig Tribel (paysagiste)                                   | 1989       |        |
| Fontaine du Château d'eau ou fontaine Daumesnil ou fontaine aux Lions | Place Félix-Éboué                                           | 48° 50′ 23″ N, 2° 23′ 45″ E | Gabriel Davioud (architecte) Henri-Alfred Jacquemart (sculpteur) Louis Villeminot (sculpteur) | 1869-1874  |        |
| Fontaine Courteline                                                   | Square Courteline                                           | 48° 50′ 42″ N, 2° 24′ 08″ E |                                                                                               |            |        |
| Fontaine Hermann ou fontaine de Rambouillet                           | Place du Colonel-Bourgoin                                   | 48° 50′ 42″ N, 2° 23′ 00″ E | Gabriel Davioud                                                                               | 1845, 1883 |        |
| Fontaine du square Frédéric-Rossif                                    | Square Frédéric-Rossif 177 rue de Charenton                 | 48° 50′ 37″ N, 2° 23′ 07″ E |                                                                                               | 1986–1992  |        |
| Fontaines du Jardin de Reuilly                                        | Jardin de Reuilly Avenue Daumesnil                          | 48° 50′ 32″ N, 2° 23′ 15″ E | Pierre Colboc (architecte)                                                                    | 1992       |        |
| Fontaine Louttre                                                      | Parc floral Route de la Pyramide                            | 48° 50′ 16″ N, 2° 26′ 44″ E | Marc-Antoine Bissière (sculpteur)                                                             | 1968       |        |
| Fontaine du marché d'Aligre                                           | 3 place d'Aligre                                            | 48° 50′ 58″ N, 2° 22′ 40″ E |                                                                                               | 1779, 1846 |        |
| Fontaines de la Mémoire                                               | Parc de Bercy                                               | 48° 50′ 01″ N, 2° 23′ 07″ E | Bernard Huet (architecte) Jean-Pierre Feugas (architecte)                                     | 1996       |        |
| Fontaines du Ministère                                                | 1 boulevard de Bercy dans la cour du ministère des Finances | 48° 50′ 24″ N, 2° 22′ 35″ E | Paul Chemetov (architecte) Borja Huidobro (architecte)                                        | 1988       |        |
| Fontaine monumentale ou Fontaine Stahly                               | Parc floral                                                 | 48° 50′ 19″ N, 2° 26′ 34″ E | François Stahly (architecte) Daniel Collin (paysagiste)                                       | 1969       |        |
| Fontaine de la place de la Nation ou Le Triomphe de la République     | Place de la Nation                                          | 48° 50′ 54″ N, 2° 23′ 45″ E | Jules Dalou (sculpteur) Georges Gardet (sculpteur)                                            | 1879-1899  |        |
| Fontaine du Point du rencontre                                        | Parc floral Route de la Pyramide                            | 48° 50′ 23″ N, 2° 26′ 20″ E | Jean Bernard (architecte)                                                                     | 1969       |        |
| Fontaine de la Porte Dorée                                            | Place Édouard-Renard                                        | 48° 50′ 07″ N, 2° 24′ 27″ E | Louis Madeline (architecte) Léon-Ernest Drivier (sculpteur)                                   | 1935       |        |
| Fontaines souterraines                                                | Rue Brahms (entrée du tunnel de La Coulée Verte)            | 48° 50′ 27″ N, 2° 23′ 34″ E |                                                                                               |            |        |
| Fontaine Vivaldi ou Fontaine Reuilly                                  | Placette de Reuilly Allée Vivaldi 4-6 La Coulée Verte       | 48° 50′ 28″ N, 2° 23′ 35″ E | Roland Schweitzer (architecte)                                                                | 1992       |        |
| Fontaine Van-Vollenhoven                                              | Square Van-Vollenhoven                                      | 48° 50′ 05″ N, 2° 24′ 24″ E | Exposition coloniale 1931                                                                     | 1931       |        |